# César Díaz Martínez
César Díaz Martínez (* 5. Januar 1987 in Villamalea) ist ein spanischer Fußballspieler.

## Karriere
Díaz begann seine Karriere bei Albacete Balompié. Ab 2004 spielte er dort auch für die Zweitmannschaft in der Tercera División. Im Dezember 2005 gab er gegen den CD Numanica sein Debüt für die Profis in der Segunda División. Im Januar 2008 wurde er an den Drittligisten CD Alcoyano verliehen. Für Alcoyano absolvierte er bis zu Saisonende zehn Spiele, in denen er einen Treffer erzielen konnte.
Im Januar 2009 wechselte Díaz zum Drittligisten FC Zamora. Bereits nach einem halben Jahr wechselte er im Sommer 2009 zu Sangonera Atlético CF. Für Sangonera absolvierte er in der Saison 2009/10 33 Spiele, in denen er 15 Treffer erzielen konnte. Nachdem Sangonera aufgelöst worden war, schloss er sich im Sommer 2010 UD Almería B, der Zweitmannschaft von UD Almería an.
2011 wechselte Díaz zum CD Teruel. Für Teruel absolvierte er in der Saison 2011/12 33 Partien, in denen er siebenmal einnetzte. Zur Saison 2012/13 schloss er sich UD Melilla an. Im Sommer 2013 kehrte er zu Albacete Balompié zurück, das inzwischen in die Segunda División B abgestiegen war. Mit Albacete konnte er nach nur einer Saison in die Segunda División aufsteigen. Nach zwei Saisonen in der zweithöchsten spanischen Spielklasse musste man 2015/16 wieder in die Segunda División B absteigen.
Im August 2016 wechselte Díaz zum Drittligisten Racing Santander. Nach zweieinhalb Jahren bei Santander wurde er im Januar 2019 an den CD Castellón verliehen. Für Castellón absolvierte er bis Saisonende 18 Drittligaspiele, in denen er acht Tore erzielte. Nach dem Ende der Leihe kehrte er zunächst zu Santander zurück, das inzwischen in die Segunda División aufgestiegen war. Im August 2019 wurde er fest von Castellón verpflichtet und erhielt einen bis Juni 2022 laufenden Vertrag.